# Theodor Koch-Grünberg
Theodor Koch-Grünberg (* 9. April 1872 in Grünberg (Hessen); † 8. Oktober 1924 in Vista Alegre, Caracaraí, Roraima, Brasilien), auch bekannt als Theo Koch, war ein deutscher Anthropologe und Forschungsreisender, der wichtige Beiträge zur Erforschung der südamerikanischen indigenen Völker leistete, vor allem der Pemón in Venezuela und von Amazonasstämmen.

## Leben
Theodor Koch-Grünberg studierte Klassische Philologie an der Universität Gießen, wo er der Studentenverbindung Landsmannschaft Darmstadtia beitrat, und war Lehrer an hessischen Schulen. 1899 nahm er an seiner ersten Expedition in Brasilien teil. Von 1901 an arbeitete er am Völkerkundemuseum in Berlin, 1909 wechselte er an die Universität Freiburg im Breisgau, wo er sich habilitierte und Privatdozent und ab 1913 außerordentlicher Professor wurde. 1915 ernannte man ihn zum Direktor des Linden-Museums in Stuttgart.
Koch-Grünberg starb 1924 unerwartet an Malaria in Vila de Vista Alegre, einem südlichen Siedlungsteil von Caracaraí, beim Aufbruch einer Expedition mit dem amerikanischen Forscher A. Hamilton Rice und dem brasilianischen Filmer Silvino Santos, die den Oberlauf des Rio Branco kartographieren wollten.

## Werk: Die brasilianischen Expeditionen
Von 1898 bis 1900 nahm er an der zweiten Xingú-Expedition unter der Leitung des Leipzigers Hermann Meyer teil, die nach den Quellen des Rio Xingu suchte, eines Nebenflusses des Amazonas. Von 1903 bis 1905 erforschte er den Yapura und den Rio Negro an der Grenze zu Venezuela (nordwestliches Amazonasgebiet). Sein Expeditionsbericht, mit seiner Untersuchung der Baniwa, wurde 1910–1911 unter dem Titel Zwei Jahre unter den Indianern. Reisen in Nord West Brasilien, 1903-1905 in zwei Bänden veröffentlicht.
Er war ein Pionier der anthropologischen Fotografie und seine Beschreibungen brasilianischer Stämme sind heute noch für Ethnologen von Interesse.
Seine zweite wichtige Expedition nach Nord-Brasilien und Süd-Venezuela begann 1911. Sie führte von Manaus, den Rio Branco hinauf bis hin zum Monte Roraima in Venezuela. Dort dokumentierte er Mythen und Legenden des indigenen Volkes der Pemón und fotografierte. Koch-Grünberg bezeichnete diese Pemón mit den örtlichen Namen Arekuna und Taulipang. Koch-Grünberg erforschte die Sierra Parima, den Caura und den Ventuari, bevor er den Orinoco am 1. Januar 1913 erreichte. Er hielt sich kurze Zeit in San Fernando de Atabapo auf, der damaligen Hauptstadt des venezolanischen Bundesstaats Amazonas, folgte dem Casiquiare-Kanal, der das Orinoco-Flusssystem über den Rio Negro mit dem Amazonas verbindet. Er kehrte nach Manaus zurück und dann nach Deutschland, um 1917 seine wichtigste Arbeit Vom Roroima zum Orinoco zu veröffentlichen.
Aus seinen Tagebüchern und Reiseaufzeichnungen Vom Roroima zum Orinoco schöpfte 1927 der brasilianische Autor Mário de Andrade für seinen Roman Macunaíma – Der Held ohne jeden Charakter (Macunaíma: o héroi sem nenhum caráter), eines der Hauptwerke der modernen brasilianischen Literatur.
Ebenfalls auf die Aufzeichnungen Koch-Grünbergs über seine Reisen im Amazonasgebiet stützt sich der kolumbianische Film Der Schamane und die Schlange (Originaltitel El abrazo de la serpiente) von Regisseur Ciro Guerra, der 2016 für den Oscar in der Kategorie Bester fremdsprachiger Film nominiert wurde.

## Auszeichnungen und Ehrungen (Auswahl)
- 1918: Carl-Ritter-Medaille
- In seiner Geburtsstadt Grünberg ist sowohl eine Straße als auch eine integrierte Gesamtschule mit gymnasialer Oberstufe, die Theo-Koch-Schule Grünberg, nach ihm benannt.

## Schriften
- Anfänge der Kunst im Urwald. Ernst Wasmuth, Berlin 1905.
- Indianertypen aus dem Amazonasgebiet. Nach eigenen Aufnahmen während seiner Reise in Brasilien. Ernst Wasmuth, Berlin (Sieben Lieferungen, 1906–1911).
- Südamerikanische Felszeichnungen. Ernst Wasmuth, Berlin 1907. (Digitalisat)
- Zwei Jahre unter den Indianern: Reisen in Nordwest-Brasilien, 1903–1905. 2 Bände (1909/1910). Ernst Wasmuth, Berlin. (Digitalisat Band 1, Digitalisat Band 2)
- Vom Roroima zum Orinoco. Ergebnisse einer Reise in Nordbrasilien und Venezuela in den Jahren 1911–1913. 5 Bände. Cambridge University Press, Cambridge 2009, ISBN 978-1-108-00627-9 (Nachdruck der Ausgaben Strecker und Schröder, Stuttgart 1916–1928).
- Michael Kraus (Hrsg.): Die Xingu-Expedition (1898–1900). Ein Forschungstagebuch. Böhlau, Köln 2004, ISBN 3-412-08204-X.
- Indianermärchen aus Südamerika. Eugen Diederichs, Jena 1920. Neuausgabe Hofenberg, Berlin 2014, ISBN 978-3-8430-4646-6

- Die Roraima-Orinoco-Expedition, ein Forschungstagebuch (1911–1913), herausgegeben von Michael Kraus und Ernst Halbmayer. Böhlau, Köln / Wien 2023, ISBN 978-3-412-52554-5.